# Zenonas Petrauskas
Zenonas Petrauskas (født 22. juni 1950 i Čekiškė, Kaunas apskritis, død 18. januar 2009 i Vilnius, Litauen) var litauisk retshistoriker, professor i folkeret ved det juridiske fakultet på Vilnius Universitet og fra 2004 til 2006 viceudenrigsminister i Litauen.
Efter studentereksamen i Ariogala (Kaunas apskritis) studerede Zenonas Petrauskas jura ved fakultet på Vilnius Universitet indtil 1975, og i 1982 modtog han doktorgrad fra "Institut for Filosofi, Sociologi og Ret" ved Det Litauiske Videnskabsakademi. I 1991 fortsatte han sin uddannelse på "Institut for østlig jura" ved Universität zu Köln, 1994 på "Institut for Statskundskab" ved Umeå Universitet (Sverige), i 1995 ved Aarhus Universitet (Danmark) og 1997 ved Université libre de Bruxelles (Belgien).
Fra 1991 til september 2005 var han leder af "Institut for Offentlig, International og EU-ret" ved det juridiske fakultet på Vilnius Universitet. Fra 2004 til 2006 var han vice-udenrigsminister i Litauen.
Zenonas Petrauskas var forfatter til monografier om international jura.